# Ашгиллский ярус
| Подразделения ордовика в ОСШ (Россия), 1993 год |         |                |
| система                                         | отдел   | ярус           |
| Ордовик                                         | Верхний | Ашгиллский     |
| Ордовик                                         | Средний | Карадокский    |
| Ордовик                                         | Средний | Лландейловский |
| Ордовик                                         | Средний | Лланвирнский   |
| Ордовик                                         | Нижний  | Аренигский     |
| Ордовик                                         | Нижний  | Тремадокский   |

Ашгиллский ярус (ашгилл) (англ. Ashgillian Stage) — последний (верхний) ярус ордовикской системы, ранее использовавшийся в Общей стратиграфической шкале (ОСШ) России. Охватывал породы ашгиллского века позднего ордовикского периода. В региональной шкале Великобритании выделялся в качестве отдела. Название дано в честь деревни Ашгилл в Ланкашире, Великобритания. Соответствует верхам катийского яруса и хирнантскому ярусу в Международной стратиграфической шкале (МСШ).
Нижнюю границу яруса определяли по появлению трилобитов Tretaspis seticornis, что совпадает с серединой граптолитовой зоны Pleurograptus linearis.
Проводилась корреляция ашгиллских отложений Англии с ордовикскими слоями Алтая, Саянов, Колымы, Юкона, арктической Канады, Невады, Шотландии, Китая и юго-восточной Австралии.
В 2008 году стратиграфы заменили в МСШ ашгиллский и все остальные британские ордовикские ярусы, оставив только нижний, тремадокский.

## Палеогеография
В ашгиллский век на Земле происходили великие оледенения. Ледяные щиты покрывали Африку и северо-западную часть современной Саудовской Аравии. Как показали исследования ашгиллских отложений в южной Иордании, в обозначенный век происходили четыре региональные наступления льдов.

## Органический мир
Сообщалось о находках разнообразных ашгиллских граптолитов с пятнадцати мировых палеоплатформ, на основе изменений граптолитовой фауны прослеживалось вымирание в конце ашгилла. К ашгиллу относили многочисленные в Европе окаменелости брахиопод, населявших мелководные моря.